# Fahrenheit (cráter)
Fahrenheit es un pequeño cráter de impacto lunar situado en la parte sureste del Mare Crisium. Esta área de la superficie lunar está casi desprovista de otros cráteres de impacto de interés. Al este aparecen las crestas Dorsa Harker, y más allá de ellos se halla el Promontorium Agarum en el borde del mar lunar. El lugar de aterrizaje de la sonda soviética Luna 24 está situado a unos 15 kilómetros al sureste.
|  |

En el pasado este cráter tuvo la designación Picard X, antes de ser renombrado por la UAI. El cráter Picard está situado al este-noreste del Mare Crisium.